# Krzywosądz
Krzywosądz – wieś w Polsce położona w województwie kujawsko-pomorskim, w powiecie radziejowskim, w gminie Dobre.
We wsi był przystanek kolei wąskotorowej Krzywosądz.

## Podział administracyjny

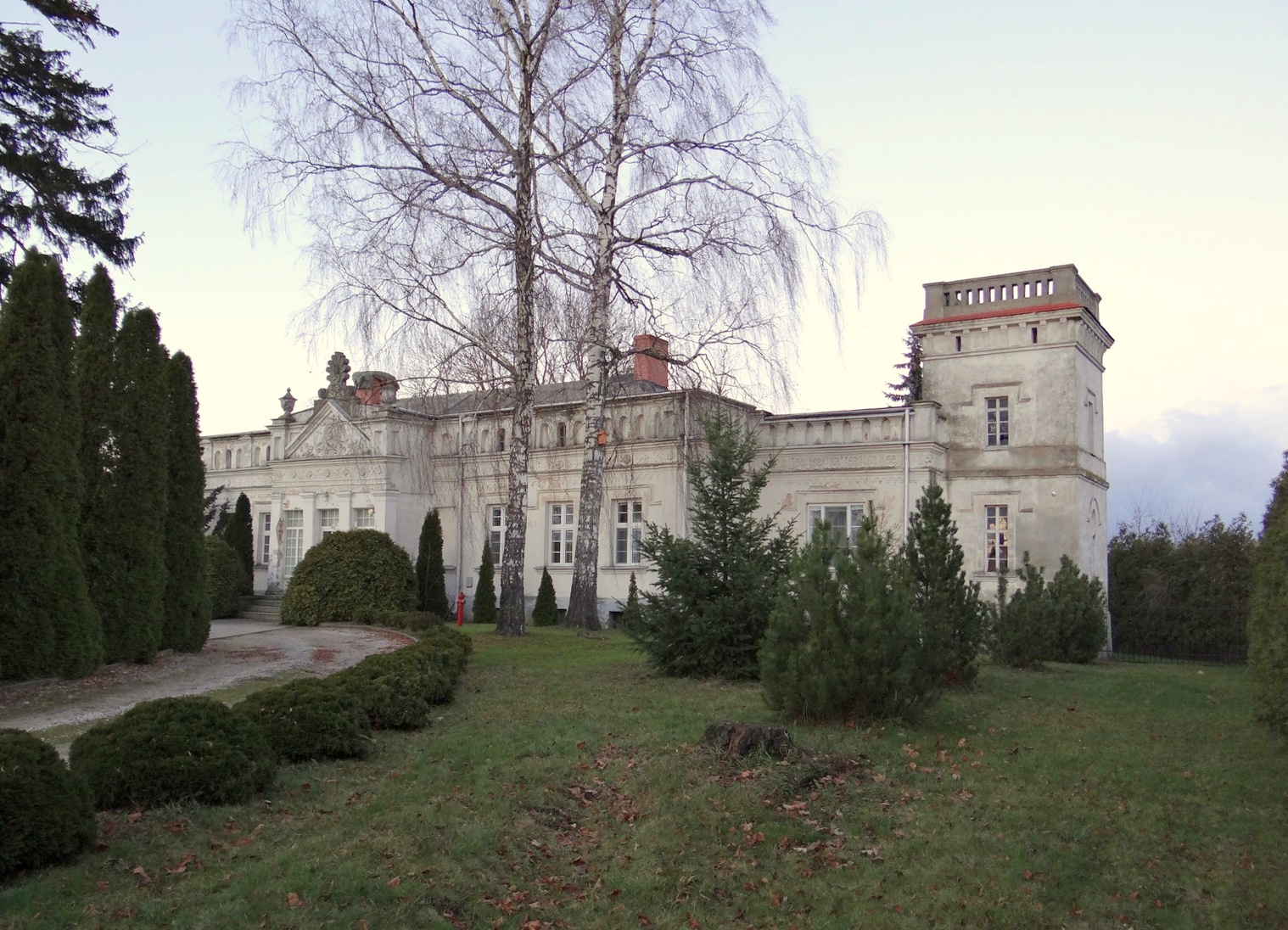
Dwór z połowy XIX w.

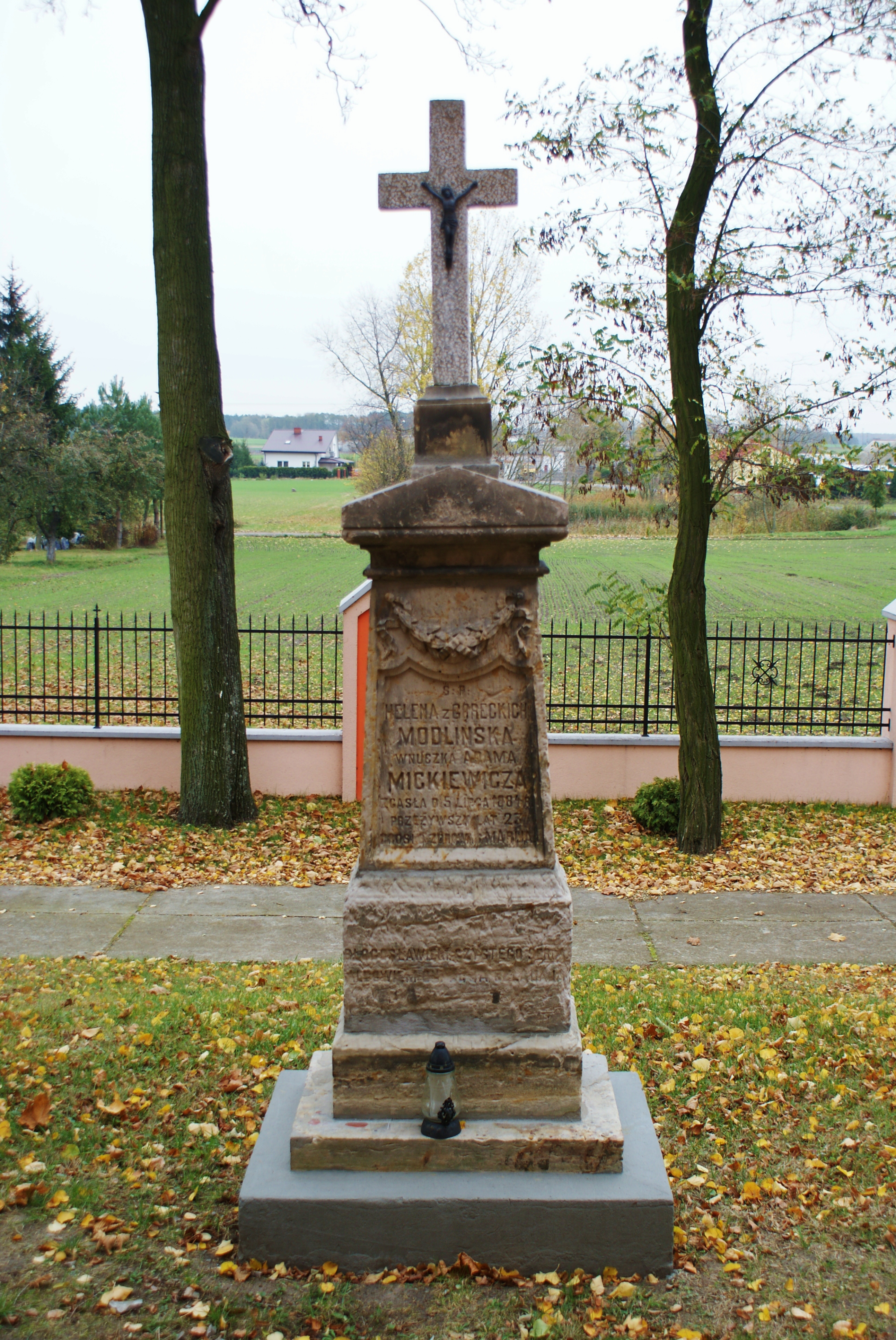
Grób Heleny z Góreckich Modlińskiej, wnuczki Adama Mickiewicza, pochowanej na terenie kościoła

Po II wojnie światowej siedziba gminy Sędzin. W latach 1954–1972 wieś należała i była siedzibą władz gromady Krzywosądz. W latach 1975–1998 miejscowość administracyjnie należała do województwa włocławskiego.

## Demografia
W roku 1827 było tu 160 mieszkańców. Ponad pół wieku później (1883 r.) wieś miała 290 mieszkańców. Według Narodowego Spisu Powszechnego (2011) liczyła 266 mieszkańców. Jest piątą co do wielkości miejscowością gminy Dobre.

## Historia wsi
Wieś najprawdopodobniej istniała już w XIII wieku, a jej nazwa pochodzi od nazwiska rodziny Krzywosądów herbu Niesobia. W XVI wieku majątek ziemski w Krzywosądzy należał do rodziny Zakrzewskich, a później Niemojewskich. W roku 1720 majątek kupił Joachim Modliński. Krzywosądz znajdował się w rękach tej rodziny do początku XX wieku. W roku 1827 było tu 17 domów i 160 mieszkańców. W roku 1881 właścicielem Krzywosądza był Józef Modliński. Majątek miał powierzchnię 2193 mórg, w tym 419 mórg lasu i 224 morgi nieużytków.
19 lutego 1863 w czasie powstania styczniowego doszło do bitwy pod Krzywosądzem między oddziałami rosyjskimi a powstańcami styczniowymi pod dowództwem Ludwika Mierosławskiego. Po bitwie miejscowości Krzywosądz i Dobre odwiedziła Maria Konopnicka. Poetka poszukiwała mogiły brata.
W 1883 we wsi były następujące domy: murowany dwór Modlińskich (obecnie plebania), dom służby dworskiej, 7 domów włościańskich, dom wójta gminy Sędzin, plebania, dom służby kościelnej, karczma i budynek szkoły. Wieś liczyła wówczas 290 mieszkańców.

## Parafia
Parafia Wniebowzięcia Najświętszej Maryi Panny w Krzywosądzu należy do dekanatu radziejowskiego. Nie jest znana data jej powstania.
W XVI wieku katolicy z terenu parafii korzystali z katolickich kościołów w Byczynie i Sędzinie. W roku 1643 na miejsce starego, kalwinowskiego kościoła drewnianego, który popadł w ruinę, wystawiony został kościół katolicki, także drewniany, przez właściciela wsi Stanisława Zakrzewskiego. W 1863 został wybudowany nowy kościół z drewna dębowego przez Józefa Modlińskiego i jego żonę Ludwikę z Biesiekierskich, który służy parafii do dziś.
Na terenie kościoła znajduje się grób wnuczki Adama Mickiewicza, Heleny z Góreckich Modlińskiej.